# Stay Hard
Stay Hard è il quarto album dei Raven, pubblicato nel 1985 per l'etichetta discografica Atlantic Records.

## Tracce
1. Stay Hard (Gallagher, Gallagher, Hunter) - 2:59
2. When the Going Gets Tough (Gallagher, Gallagher, Hunter) - 3:34
3. On and On (Gallagher, Gallagher, Hunter) - 3:54
4. Get it Right (Gallagher, Gallagher, Hunter) - 4:49
5. Restless Child (Gallagher, Gallagher, Hunter) - 2:45
6. The Power and the Glory (Gallagher, Gallagher, Hunter) - 3:37
7. Pray for the Sun (Gallagher, Gallagher, Hunter) - 4:22
8. Hard Ride (Gallagher, Gallagher, Hunter) - 3:15
9. Extract the Action (Gallagher, Gallagher, Hunter) - 3:04
10. The Bottom Line (Gallagher, Gallagher, Hunter) - 3:37

### Tracce bonus (remastered)
- 11. Gimme Just a Little (Gallagher, Gallagher, Hunter)
- 12. Do or Die (Gallagher, Gallagher, Hunter)

## Formazione
- John Gallagher - voce, basso
- Mark Gallagher - chitarra
- Rob Hunter - batteria